# Форт-Грін (Флорида)
Форт-Грін (англ. Fort Green) — переписна місцевість (CDP) в США, в окрузі Гарді штату Флорида. Населення — 78 осіб (2020).

## Географія
Форт-Грін розташований за координатами 27°37′32″ пн. ш. 81°56′23″ зх. д. / 27.62556° пн. ш. 81.93972° зх. д. (27.625455, -81.939711).  За даними Бюро перепису населення США в 2010 році переписна місцевість мала площу 10,47 км², уся площа — суходіл.

## Демографія
Згідно з переписом 2010 року, у переписній місцевості мешкала 101 особа в 33 домогосподарствах у складі 30 родин. Густота населення становила 10 осіб/км².  Було 37 помешкань (4/км²).
Расовий склад населення:
| - 96,0 % — білих - 3,0 % — осіб інших рас |

До двох чи більше рас належало 1,0 %. Частка іспаномовних становила 13,9 % від усіх жителів.
За віковим діапазоном населення розподілялося таким чином: 25,7 % — особи молодші 18 років, 61,4 % — особи у віці 18—64 років, 12,9 % — особи у віці 65 років та старші. Медіана віку мешканця становила 37,5 року. На 100 осіб жіночої статі у переписній місцевості припадало 83,6 чоловіків;  на 100 жінок у віці від 18 років та старших — 87,5 чоловіків також старших 18 років.
За межею бідності перебувало 14,3 % осіб, у тому числі 0,0 % дітей у віці до 18 років та 0,0 % осіб у віці 65 років та старших.
Цивільне працевлаштоване населення становило 69 осіб. Основні галузі зайнятості: публічна адміністрація — 42,0 %, оптова торгівля — 31,9 %, сільське господарство, лісництво, риболовля — 21,7 %.